# ミスタージヨージ
ミスタージヨージは、日本のアングロアラブ競走馬、種牡馬。

## 来歴
1984年に福山競馬場でデビューし4戦2勝。
1985年、福山ダービー、アラブ王冠を勝ち、16戦11勝。
1986年、福山マイラーズカップを勝ち4戦2勝。同年限りで引退した。

## 主な産駒
- ワシュウジョージ（西日本アラブ大賞典2回、西日本アラブダービーなど）
- エスケープハッチ（通算54勝）
- イケノスリリング（福山アラブダービー、アラブ王冠）
- メイユウオライオン（福山大賞典など）
- ケイエスマジック（金沢、笠松などで通算27勝）
- ユキノホマレ（福山大賞典3回など）
- ミスターカミサマ（全日本アラブグランプリ、福山大賞典など）
- タッチアップ（西日本アラブダービー、福山大賞典など）
- サバンナテイオー（北日本アラブ優駿など）
- ロマンシングヤード（岐阜銀賞など）
- アサカタイショウ（新潟公営、金沢、高知で通算28勝）
- ナタリージョージ（西日本アラブダービーなど）